# 日本はなぜ世界でいちばん人気があるのか
日本はなぜ世界でいちばん人気があるのか（にほんはなぜせかいでいちばんにんきがあるのか）とは2010年12月15日にPHP研究所から出版された書籍の名称。レーベルはPHP新書。著者は竹田恒泰。2011年6月時点で30万部を突破したベストセラーである。トーハン調べの「2013年年間ベストセラー」の新書ノンフィクション部門では9位となっている。